# Niemantsverdriet
Niemantsverdriet is een van oorsprong Nederlandse achternaam. De naam is een samenvoeging van het onbepaalde voornaamwoord niemand en het zelfstandig naamwoord verdriet. De naam betekent dat de eerste naamdrager niemand verdriet aandeed, die geen vlieg kwaad deed. Ook kan de naam afkomstig zijn van een herberg met de naam. Een herberg waar niemand last (verdriet) van heeft.

## Aantallen naamdragers

### Nederland
In Nederland kwam de naam in 2007 379 keer voor. De grootste concentratie woonde toen in Tholen met 0,096% van de bevolking aldaar  

### België
In België kwam de naam in 2008 14 keer voor met de meeste naamdragers in Antwerpen, met 7 naamdragers.

## Nederlandse personen
- Jo Niemantsverdriet-Leenheer (1926 – 2009), politicus voor de VVD
- Thijs Niemantsverdriet (1978), journalist
- Rob (Robert) Niemantsverdriet (1957), filmmaker, cameraman, fotograaf
- Neeltje (Nel) Niemantsverdriet (1909),  verzetsstrijdster[4]